# Autostrada A3 (Slovenia)

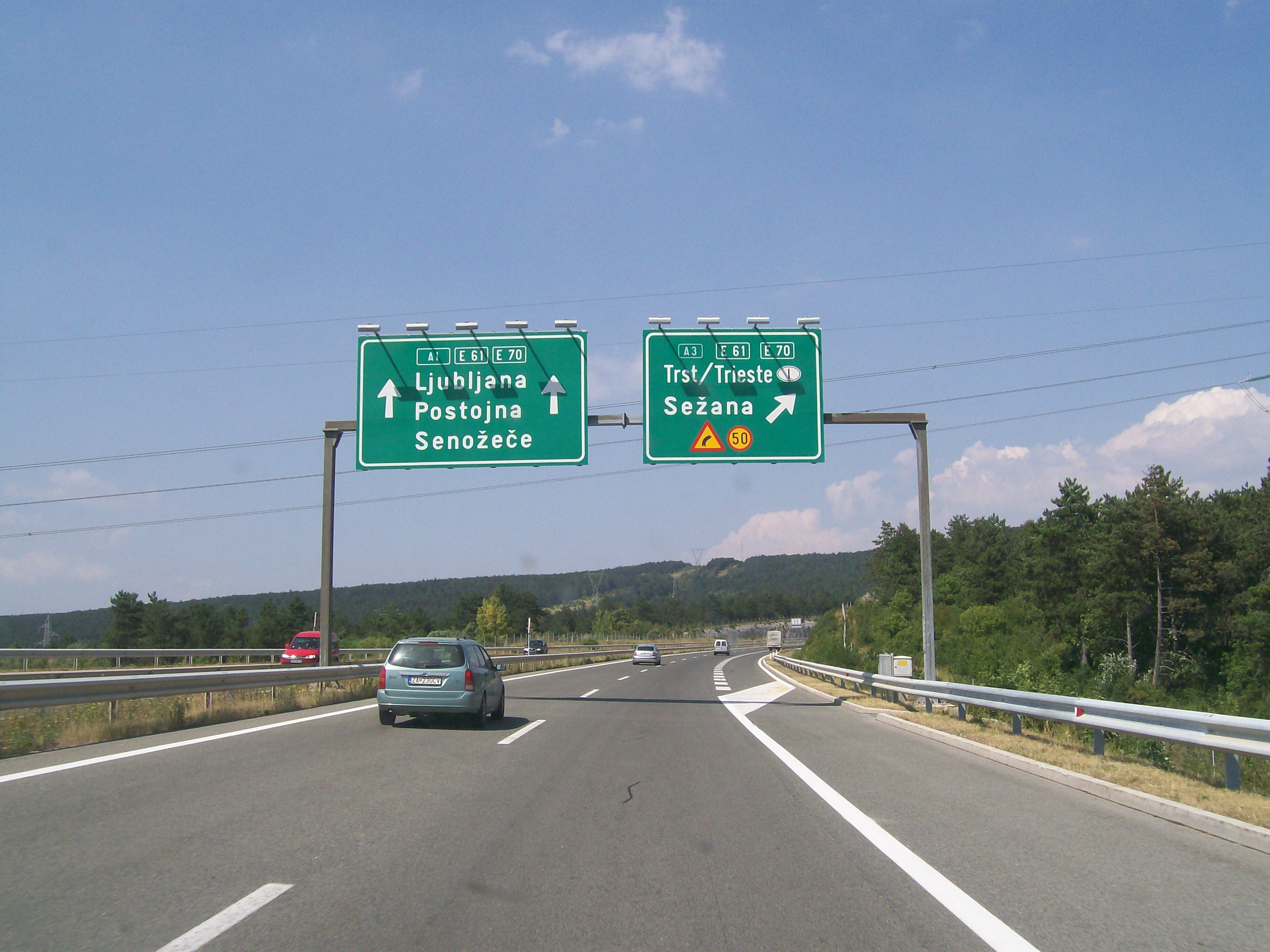
Biforcazione della A3 dalla A1

L'autostrada A3 (avtocesta A3 - Sežanska avtocesta) collega l'autostrada A1 slovena con il sistema autostradale italiano tramite il confine di Fernetti. Rappresenta la principale via di comunicazione tra la Slovenia e l'Italia e, quindi l'Europa Occidentale, innestandosi sull'autostrada A4 attraverso il raccordo autostradale 14.
Dal 1º luglio 2008 è obbligatorio, su tutte le autostrade e superstrade, l'uso di un bollino per il pagamento del pedaggio, dal costo variabile a seconda del periodo di validità e del mezzo di trasporto. Dal 1º febbraio 2022 è entrata in vigore la vignetta elettronica (e-vignetta).

## Percorso
| A3 SEŽANSKA AVTOCESTA                                 |                                                                 |         |      |
| Tipologia                                             | Indicazione                                                     | ↓km↓    | ↑km↑ |
| Simbolo di incrocio autostradale con altra autostrada | Gabrk Koper - Ljubljana Capodistria-Lubiana                     | 0,0 km  |      |
|                                                       | Area di Parcheggio "Povir"                                      | 3,2 km  |      |
| Simbolo di uscita autostradale                        | Dane (pri Sežani)                                               | x,x km  |      |
| Simbolo di uscita autostradale                        | Sežana-vzhod Sesana Est                                         | 7,9 km  |      |
| Simbolo di uscita autostradale                        | Sežana-zahod Sesana Ovest - Z.Industr.                          | 10,6 km |      |
|                                                       | Area di Servizio "Sežana"                                       | 11,3 km |      |
|                                                       | RA14 Opicina-Fernetti Trieste-Venezia Confine di Stato - Italia | 12,2 km |      |